# Rosciano
Rosciano é uma comuna italiana da região dos Abruzos, província de Pescara, com cerca de 3.093 habitantes. Estende-se por uma área de 27 km², tendo uma densidade populacional de 115 hab/km². Faz fronteira com Alanno, Cepagatti, Chieti (CH), Manoppello, Nocciano, Pianella.

## Demografia
| Variação demográfica do município entre 1861 e 2011                               |
|                                                                                   |
| Fonte: Istituto Nazionale di Statistica (ISTAT) - Elaboração gráfica da Wikipedia |